# Лесинг (награда - Хамбург)
Вижте пояснителната страница за други значения на Лесинг.
Културната награда „Лесинг“ (на немски: Lessing-Preis der Freien und Hansestadt Hamburg) е учредена в Хамбург през 1929 г. по случай 200-ата годишнина от рождението на писателя Готхолд Ефраим Лесинг. От 1977 г. наградата се присъжда на всеки четири години.
По правило има един главен носител на наградата, който получава парична премия от 10 000 €, и един или повече стипендианти, които може да получат до 5000 €.
Като главни носители на наградата, които трябва да спадат към немската културна сфера, се избират поети, писатели или учени, чиито произведения и дейности „удовлетворяват високите изисквания на учредителя“.
Стипендиантите трябва да са уседнали в Хамбург или по ясен начин да са свързани с града или с неговия духовен и художествен живот.

## Носители на наградата (подбор)
- Зигфрид Ленц (1953) (стипендия)
- Хелмут Хайсенбютел (1956) (стипендия)
- Хана Арент (1959)
- Петер Вайс и Петер Биксел (1965) (стипендия)
- Валтер Йенс (1968)
- Макс Хоркхаймер (1971), Валтер Кемповски (стипендия)
- Жан Амери (1977)
- Ролф Хохут (1981)
- Александер Клуге (1989)
- Бото Щраус (2001)